# Joannes Amandus Guljé

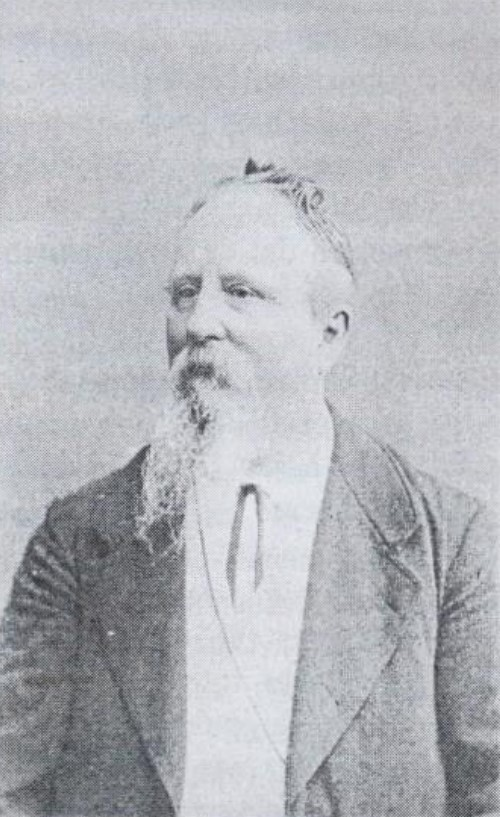
J.A.Guljé

Joannes Amandus Guljé (Oirschot, 11 juni 1818 - aldaar, 9 januari 1892), ter plaatse ook wel Mandes genoemd, was een Nederlandse huisarts en heer van de heerlijkheid en kasteel van Asten. Guljé stond bekend als een eigenzinnige persoonlijkheid die weinig gaf om conventies en een sterk sociaal bewustzijn had.

## Biografie
Guljé was zoon van Willem Francis Guljé - die in 1836 de heerlijkheid van Asten had gekocht - en Jacoba Antonia van Baar. De heerlijkheid, waaraan ruim 73 bunders grond verbonden was, nam Joannes Amandus in 1856 van zijn vader over.
Behalve huisarts was Guljé tevens ambtenaar van de Burgerlijke Stand, waarbij hij namens de gemeente huwelijken voltrok. Daarnaast was hij actief als gemeenteraadslid en raakte hij regelmatig in conflict met burgemeester H. de Croon, de eerste katholieke burgemeester van Oirschot na de reformatie.

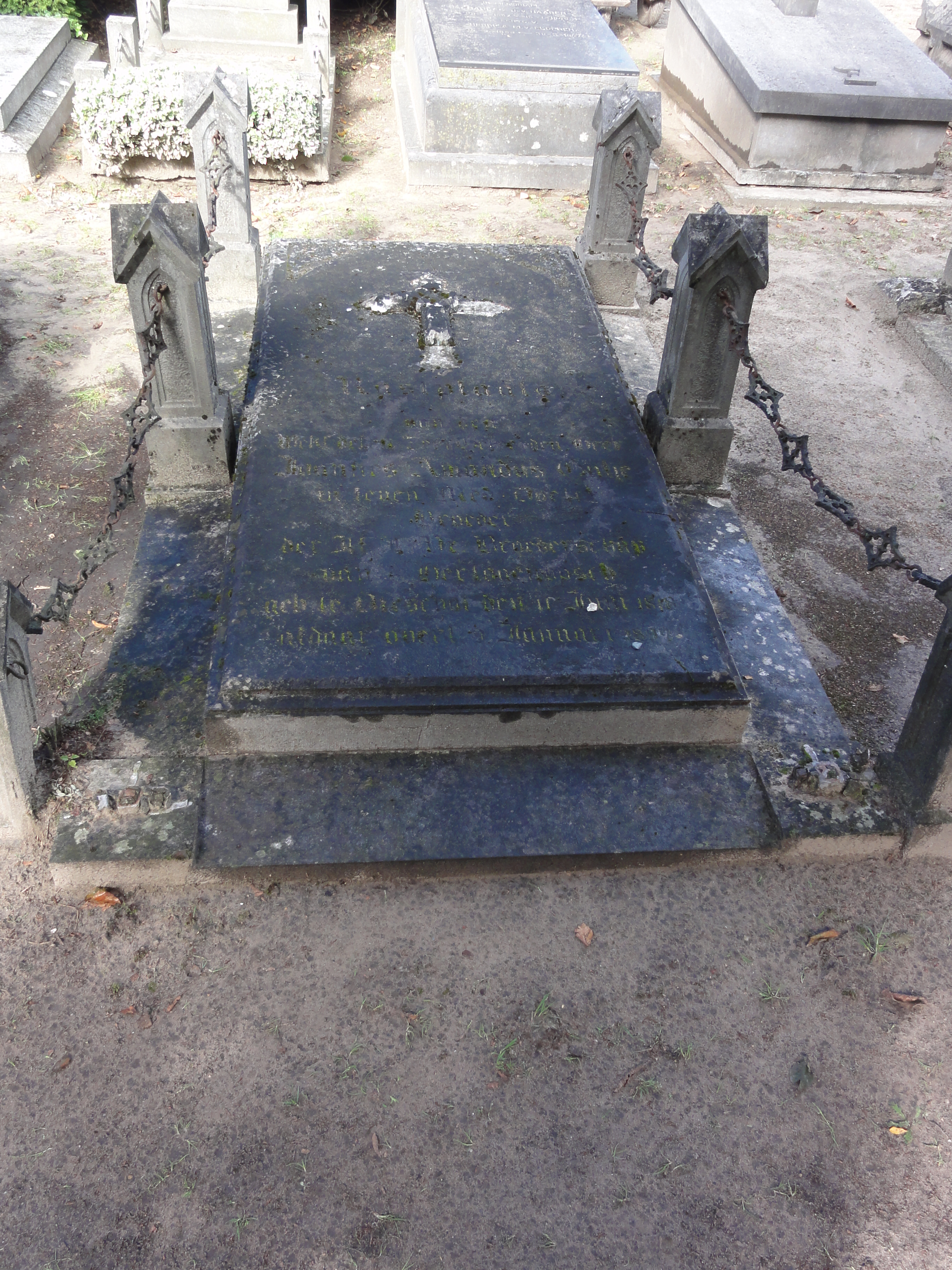
Het graf van Guljé is een rijksmonument

Guljé was ongehuwd en woonde aan de Markt in Oirschot, waar zich anno 2001 café De Wildeman bevindt. Hij overleed in 1892 aan influenza. Omdat hij kinderloos was, werd zijn zus Maria Judith Guljé eigenaar van Asten.